# Diocesi di Elusa

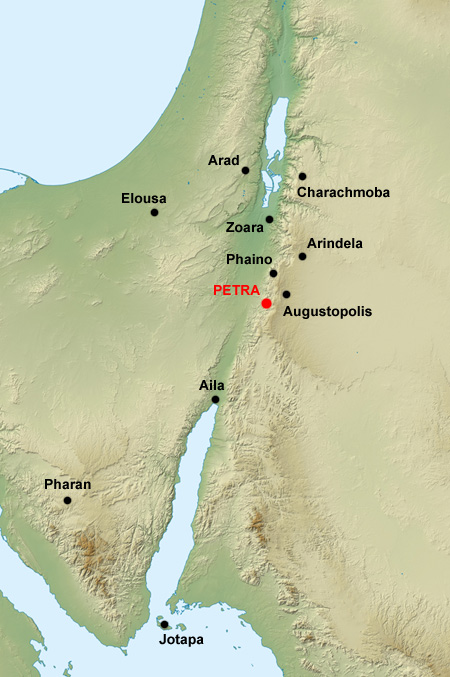
Mappa della metropolia di Petra.

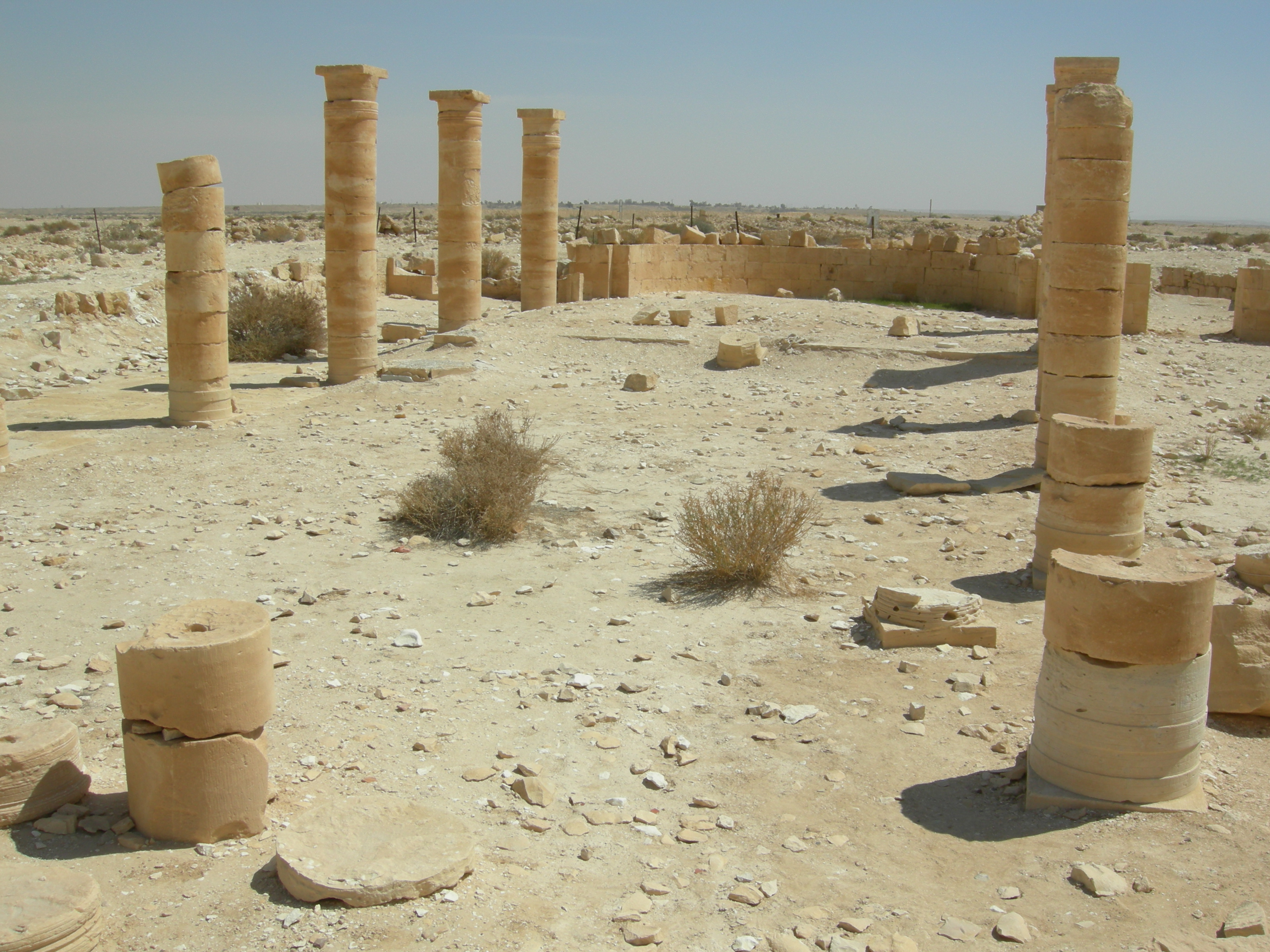
Resti di una chiesa bizantina a Nessana, nel deserto del Negev.

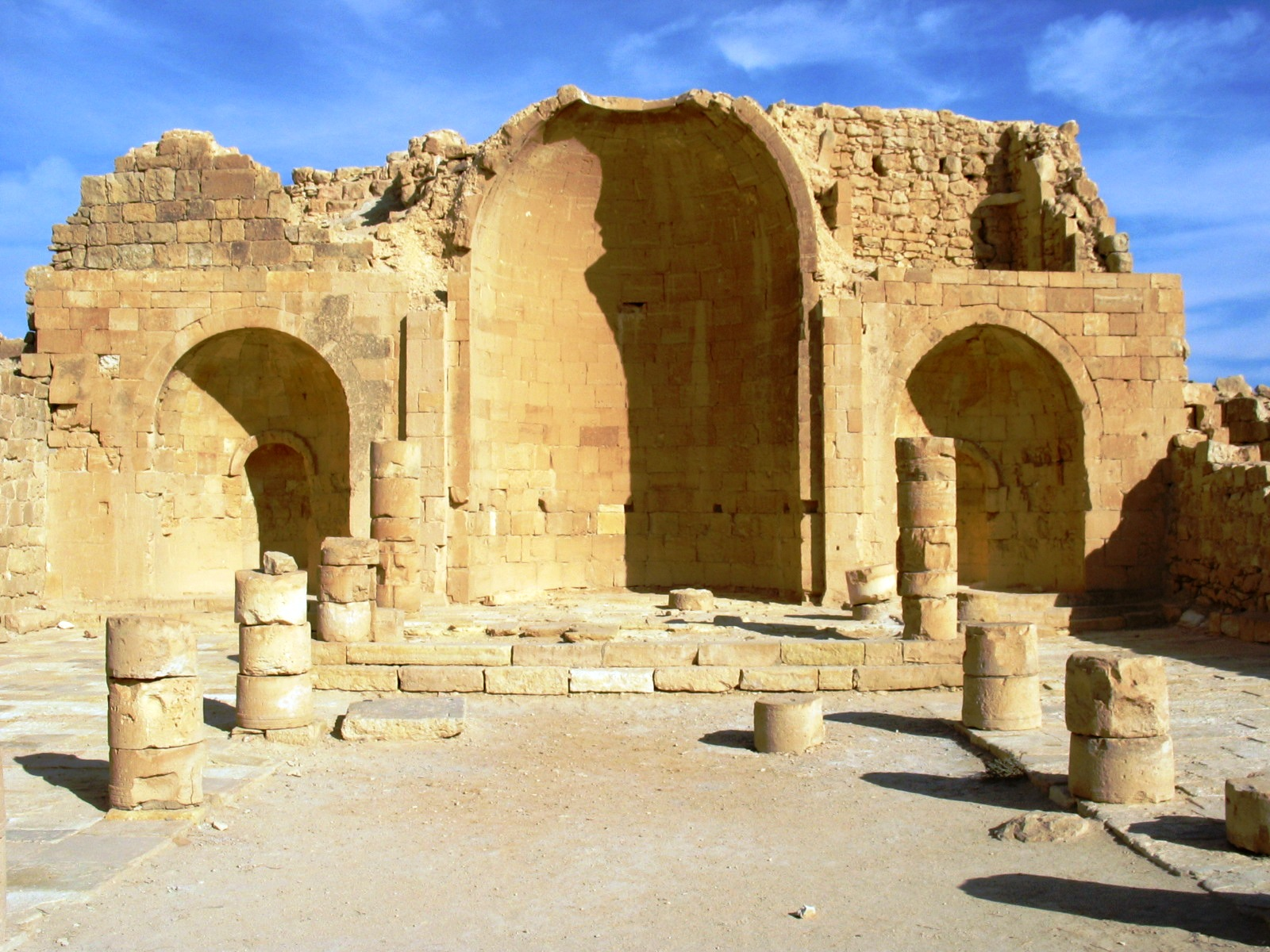
Resti di una chiesa bizantina a Shivta.

La diocesi di Elusa (in latino Dioecesis Elusana seu Eleusina) è una sede soppressa del patriarcato di Gerusalemme e una sede titolare della Chiesa cattolica.

## Storia
Elusa, identificata con Al-Khalasa nel deserto del Negev, 23 km a sud ovest di Be'er Sheva in Israele, è un'antica sede vescovile della provincia romana della Palestina Terza nella diocesi civile d'Oriente. Faceva parte del patriarcato di Gerusalemme ed era suffraganea dell'arcidiocesi di Petra.
Secondo una tradizione, riportata da Eusebio di Cesarea, Elusa fu evangelizzata da sant'Ilarione nel IV secolo. Più probabilmente, come sembrano testimoniare gli scavi archeologici, il vangelo venne introdotto in Elusa attraverso l'azione missionaria dei monaci. Nella prima metà del VI secolo visse ad Elusa l'eremita Paolo, che vi scrisse la vita di san Teognio, vescovo di Bitilio, morto nel 522. Nel 570 la città fu visitata dal pellegrino noto con il nome di "Anonimo di Piacenza", il quale venne a conoscere diverse storie edificanti dal vescovo di Elusa. Nel VII secolo Giovanni Mosco riferisce dell'esistenza di una lavra di monaci.
Nella vita di san Nilo del Sinai è menzionato un anonimo vescovo di Elusa, che consacrò sacerdote l'eremita dopo che il figlio di questi ebbe salva la vita; è il primo vescovo di Elusa, secondo la cronotassi riportata da Le Quien. I concili e i sinodi dell'epoca riportano i nomi di altri vescovi di Elusa: Teodolo (noto anche con il nome arabo di Abdellas o Ampella), che prese parte al concilio di Efeso del 431; Areta, che partecipò al concilio di Calcedonia nel 451; Pietro, che prese parte al concilio di Gerusalemme del 518 e sottoscrisse la lettera sinodale del patriarca Giovanni di Gerusalemme contro Severo di Antiochia; Zenobio, che nel 536 firmò gli atti del sinodo convocato dal patriarca Pietro contro Antimo di Costantinopoli e che vide riuniti assieme i vescovi delle Tre Palestine.
Alcune iscrizioni scoperte a Shivta (la bizantina Soubaita o Sobata) hanno restituito i nomi di altri due vescovi: Giorgio, la cui iscrizione è datata al 639/640, e Tommaso, la cui iscrizione è databile o al 517 o al 607. Nel sito di Nessana, ricco di antiche chiese bizantine, altre iscrizioni mosaicate riportano i nomi di due vescovi: Teodoro, la cui iscrizione è datata tra 574 e 578; e Vittore. Gli scavi archeologici a Elusa hanno evidenziato l'esistenza di una grande chiesa a tre navate con tre absidi, che potrebbe corrispondere all'antica cattedrale.
Dal XVIII secolo Elusa è annoverata tra le sedi vescovili titolari della Chiesa cattolica; la sede è vacante dal 28 luglio 1964.

## Cronotassi

### Vescovi greci
- Anonimo † (menzionato nel 400 circa)
- Teodolo (Abdellas) † (menzionato nel 431)
- Areta † (menzionato nel 451)
- Pietro † (menzionato nel 518)
- Zenobio † (menzionato nel 536)
- Teodoro † (menzionato nel 574/8)
- Vittore †
- Tommaso † (menzionato nel 517 o nel 607)
- Giorgio † (menzionato nel 639/640)

### Vescovi titolari
- Francesco de Vico † (30 marzo 1723 - 15 gennaio 1735 deceduto)
- Charles Joseph de Quinqueran-Beaujeu † (25 maggio 1735 - 24 luglio 1737 deceduto)
- Ludovico Benzoni, O.Carm. † (22 luglio 1738 - ? deceduto)
- Michał Chomiński † (5 agosto 1765 - 16 luglio 1803 deceduto)
- Geraldo Maciotti † (23 marzo 1807 - 1837 deceduto)
- Hector Joubert, P.S.S. † (27 luglio 1841 - 1843 deceduto)
- Jan Chryzostom Janiszewski † (26 giugno 1871 - 11 ottobre 1891 deceduto)
- Johannes Olaf Fallize † (11 marzo 1892 - 9 ottobre 1922 nominato arcivescovo titolare di Calcide di Grecia)
- Josef Schinzel † (14 novembre 1922 - 28 luglio 1944 deceduto)
- José Souto Vizoso † (3 febbraio 1945 - 11 luglio 1949 nominato vescovo di Palencia)
- Jesús Enciso Viana † (12 ottobre 1949 - 2 febbraio 1950 nominato vescovo di Ciudad Rodrigo)
- Emiel-Jozef De Smedt † (16 maggio 1950 - 31 luglio 1952 nominato vescovo di Bruges)
- Joseph Basil Roper † (14 ottobre 1952 - 28 luglio 1964 deceduto)